# Mark Wjatscheslawowitsch Petrowski
Mark Wjatscheslawowitsch Petrowski (russisch: Марк Вячеславович Петровский; * 1. Januar 1999 in Minussinsk, Region Krasnojarsk) ist ein russischer Boxer. Er gewann bei den Weltmeisterschaften 2021 in Belgrad die Goldmedaille im Superschwergewicht.

## Karriere
Mark Petrowski wurde 2017 Zweiter bei der Russischen Jugendmeisterschaft und 2019 Erster bei der Russischen U22-Meisterschaft.
2021 gewann er den Russischen Meistertitel im Superschwergewicht und qualifizierte sich damit zur Teilnahme an der Weltmeisterschaft 2021 in Belgrad. Dort besiegte er Ricardo Brown aus Jamaika (5:0), Nelvie Tiafack aus Deutschland (3:2), Gerlon Congo aus Ecuador (3:2), Nigel Paul aus Trinidad und Tobago (4:1) sowie im Finale Dawit Tschalojan aus Armenien (4:1) und wurde dadurch Weltmeister im Superschwergewicht. Es handelte sich um den einzigen russischen Titelgewinn dieser WM und um den ersten russischen in dieser Gewichtsklasse seit 2003.